# Sapromyza intonsina
Sapromyza intonsina är en tvåvingeart som beskrevs av Yarom 1990. Sapromyza intonsina ingår i släktet Sapromyza och familjen lövflugor.
Artens utbredningsområde är Israel. Inga underarter finns listade i Catalogue of Life.